# Stanford R. Ovshinsky
Stanford R. Ovshinsky (24. listopadu 1922, Akron, Ohio – 17. října 2012, Bloomfield Hills, Michigan) byl americký vynálezce, vědec a držitel více než 400 patentů v průběhu posledních 50 let, většinou z oblastí energie a informatiky. Mnoho jeho vynálezů mělo rozmanité uplatnění. Mezi nejvýznamnější patří ekologičtější NiMH akumulátory, které mají široké uplatnění v laptopech, digitálních fotoaparátech, mobilních telefonech, elektrických a hybridních autech. Z jiné oblasti použití jsou to například tenké flexibilní fotovoltaické panely, ploché obrazovky (LCD), přepisovatelné CD a DVD disky, vodíkové články, nevolatilní elektronické paměti s proměnnou fází. Ovshinsky odkryl vědecké pole amorfních materiálů v průběhu jeho výzkumu ve čtyřicátých a padesátých letech v oblastech neurofyziologie a nervových chorob. Amorfní křemíkové polovodiče se staly základem pro mnoho technologických odvětví. Ovshinsky byl samouk, bez formálního vysokoškolského vzdělání.